# 차드 올림픽 체육 위원회
차드 올림픽 체육 위원회(아랍어: اللجنة الأولمبية والرياضية التشادية, 프랑스어: Comité Olympique et Sportif Tchadien)는 차드를 대표하는 국가 올림픽 위원회이다. IOC 코드는 CHA이다. 본부는 은자메나에 있으며 아프리카 국가 올림픽 위원회 연합에 소속되어 있다.
1963년에 설립되었으며 1964년에 국제 올림픽 위원회의 승인을 받았다. 올림픽, 올아프리카 게임을 비롯한 국제 스포츠 대회에 참가하는 차드의 선수들을 대표한다.